# Sphaeramyia flava
Sphaeramyia flava är en tvåvingeart som beskrevs av Maia 2007. Sphaeramyia flava ingår i släktet Sphaeramyia och familjen gallmyggor. Inga underarter finns listade i Catalogue of Life.